# Chamois (Missouri)
Chamois és una població dels Estats Units a l'estat de Missouri. Segons el cens del 2000 tenia 456 habitants.

## Demografia
Segons el cens del 2000, Chamois tenia 456 habitants, 194 habitatges, i 112 famílies. La densitat de població era de 489,1 habitants per km².
Dels 194 habitatges en un 28,4% hi vivien nens de menys de 18 anys, en un 50% hi vivien parelles casades, en un 7,2% dones solteres, i en un 41,8% no eren unitats familiars. En el 39,2% dels habitatges hi vivien persones soles el 25,8% de les quals corresponia a persones de 65 anys o més que vivien soles. El nombre mitjà de persones vivint en cada habitatge era de 2,35 i el nombre mitjà de persones que vivien en cada família era de 3,16.
Per edats la població es repartia de la següent manera: un 27,6% tenia menys de 18 anys, un 9% entre 18 i 24, un 22,6% entre 25 i 44, un 19,1% de 45 a 60 i un 21,7% 65 anys o més.
L'edat mediana era de 35 anys. Per cada 100 dones de 18 o més anys hi havia 77,4 homes.
La renda mediana per habitatge era de 26.563 $ i la renda mediana per família de 32.813 $. Els homes tenien una renda mediana de 26.719 $ mentre que les dones 20.568 $. La renda per capita de la població era de 12.226 $. Entorn de l'11,5% de les famílies i el 17,9% de la població estaven per davall del llindar de pobresa.

## Poblacions més properes
El següent diagrama mostra les poblacions més properes.